# Слободњаци
Фремени, такође познати и као Слободњаци, су измишљени народ из романа Дина, Френка Херберта. Њихова традиција се протеже хиљадама година уназад, од тренутка када су, пре више миленијума, крочили на Аракис. Херберт између Фремена и бедуина нашег времена прави очигледну везу - оба су пустињска народа које су сурови услови научили изузетној способности за преживљавање, и вода је обома подједнако важна. На Дини вода је драгоцена, вреднија од било које валуте, укључујући царски Соларис. Вековима, Фремени су развијали технику екстрактовања воде из било чега што је садржи. Тако, по смрти неког члана племена, посебном техником се његово тело суши и из њега добија адекватна количина воде. Она ће припасти племену, или ономе ко је у правичној борби прса у прса убио члана тог племена. Плач се код Фремена назива „давањем воде мртвима“, и сматра се великом чашћу. Фремени живе у племенским заједницама, на челу којих је по један наиб. Племена праве своја склоништа и градове у ерговима на Аракису, и та склоништа називају сичевима. Фремени су познати по томе што производе посебна одела која скоро у потпуности спречавају одавање влаге у пустињским условима. Наиме, сва вода коју човек одаје се кроз поре у оделу сакупља, прљавштина се одстрањује и у сабирницама на предњем делу одоре се добија дестилована, чиста питка вода. Међутим, оно по чему се Фремени могу познати међу хиљадама људи су - њихове очи. Азурно плаве боје, овакве очи су последица плавог пигмента који је присутан у Зачину. Фремени конзумирају Зачин кроз јело, пиће, а чак се и неки материјали праве од зачинских влакана. Још једна карактеристика овог народа су крис-ножеви - хладна оружја чије се сечиво прави од зуба великог Црва. Сваки двобој за част се отпочиње реченицом: „Нек се твој нож поломи и скрши!“ Уколико нож буде одвојен од Фремена којем је додељен, постаје крт, осипа се и временом поломи.